# Публій Валерій Флакк
Публій Валерій Флакк (Publius Valerius Flaccus; ? — після 215 до н. е.) — політичний, державний та військовий діяч часів Римської республіки, консул 227 року до н. е.

## Життєпис
Походив з патриціанського роду Валеріїв. Син Луція Валерія Флакка, консула 261 року до н. е. Про молоді роки немає відомостей.
У 227 році до н. е. його обрано консулом разом з Марком Атілієм Регулом.
У 219 році до н. е. був разом з Квінтоном Бебієм Тамфілом послом до Ганнібала, який взяв в облогу місто Сагунт (Іспанія), союзника Риму. Після невдалих перемовин разом перебрався до Карфагену, де продовжилися спроби владнати суперечки. Втім вони виявилися невдалими й зрештою 218 році до н. е. Публій Валерій Флакк разом з іншими посланцями Риму оголосив війну Карфагену.
У 216 році до н. е. як легат Марка Клавдія Марцелла брав участь в обороні м. Нола від карфагенян. У 215 році до н. е. на посаді префекта флоту діяв спочатку біля берегів Кампанії, згодом між Сицилією та Тарентом. Саме кораблі Валерія Флакка перехопили посланців македонського царя Філіппа V, завдяки чому римляни дізналися про угоду Македонії з Ганнібалом. Після цього діяв в Адріатичному морі до 214 року до н. е. Все це сприяло значному авторитету у сенаті. Був першим покровителем Марка Порція Катона Старшого.
У 211 році до н. е. виступив в сенаті за продовження облоги Капуї, незважаючи на наступ Ганнібала на Рим. Брав участь в організації оборони цього міста. Про подальшу долю немає відомостей.

## Родина
- Луцій Валерій Флакк, консул 195 року до н. е.